# Jean-Michel Aweh
 (juin 2018).
Jean-Michel Aweh, né en 1992 à Cassel, est un chanteur, auteur-compositeur et guitariste allemand.

## Carrière musicale
Dans la sixième saison de l'émission de casting Das Supertalent, il chante les chansons Halt dich an mir fest par Revolverheld, Wie soll ein Mensch das ertragen de Philipp Poisel et Der Weg de Herbert Grönemeyer. Pour la finale, il chante publiquement pour la première fois sa propre composition Raus aus dem Nebel et remporte ainsi la compétition devant le second, Christian Bakotessa. Aweh joue dans des festivals, dans des grands magasins et dans des pubs. Il compose et écrit des chansons en langue allemande. 
Sa première tournée, prévue en 2013, est d'abord annulée en raison d'un manque d'intérêt de la part des spectateurs. Sa maison de disques décide que huit concerts auraient lieu comme prévu.
Au début du mois d'avril, plusieurs concerts sont de nouveau annulés.  
En 2016, il prend un nouveau départ en fondant le trio Circus avec les producteurs de Kasseler, Harald Dörr et Luka Basic.

## Discographie

### Album studio
- 2012 : Raus aus dem Nebel (sorti le 16 décembre 2012)